# Ordoño Ordóñez
Pour les articles homonymes, voir Ordóñez.
Ordoño Ordóñez (né à une date inconnue et mort après 1073), infant de León, est un important personnage du XIe siècle de la dynastie asturo-léonaise. Il est le fils de l'infant Ordoño Ramírez et de sa femme et cousine l'infante Cristina Bermúdez et donc petit-fils de deux rois : Ramire III de León et Bermude II de León.

## Biographie
Il reçoit la charge d'Alférez Real (lieutenant du roi) autour de 1042. Le roi Ferdinand Ier de León lui confie le gouvernement de Palenzuela, où il s'installa, et les enfants qu'il eut avec Enderquina, notamment le comte García Ordóñez y furent rattachés,. Une autre fille, Teresa Ordóñez s'est mariée avec Álvar Díaz de Oca dont les descendants sont, entre autres, les comtes de Noreña, et Gontrodo Pérez, amante du roi Alphonse VII de León et mère de la reine Urraca de Castille. La dernière mention dans la documentation médiévale du comte Ordoño a été le 3 décembre 1072 joint avec son fils le comte García Ordóñez.